# État de Rio de Janeiro
L'État de Rio de Janeiro (RJ) (prononcé en portugais : [ˈʁi.u dʒi ʒɐˈne(j)ɾu]) est un des États fédérés du Brésil, situé à l'est de la région Sud-Est.
Sa capitale est Rio de Janeiro.
Il a une superficie de 43 781 km2 et compte 17 264 943 habitants selon le recensement de 2019, qui se regroupent sur le littoral. En 2019, l'État, qui compte 8,2 % de la population brésilienne, est responsable de 9,2 % du PIB du pays,,,.

## Géographie
L'État de Rio de Janeiro peut se diviser en trois grands ensembles géographiques : les basses-terres côtières (souvent appelées Baixada Fluminense), les élévations côtières et les hautes-terres. La Baixada se situe tout le long de la côte, proposant une large diversité morphologique (montagnes, plages, dunes, lagunes, etc.) et trois baies (Guanabara, Sepetiba et Ilha Grande). Les élévations côtières se forment depuis Cabo Frio et finissent dans la baie de Guanabara. Des collines isolées ou des groupes de montagnes peuvent atteindre entre 200 et 500 mètres d'altitude. Les hautes-terres sont constituées de nombreuses chaînes de montagnes entourant la ville de Rio.
Ces chaînes, qui peuvent atteindre 1 000 mètres d'altitude, séparent Rio de São Paulo(Serra do Mar) ou Rio de Minas (Serra da Mantiqueira).
Au nord de Rio de Janeiro, la Serra dos Órgãos est une formation montagneuse avec des sommets de 2 000 mètres. Le parc national de Serra dos Órgãos protège la grande diversité de sa faune et de sa flore.
Les villes principales sont Rio de Janeiro, São Gonçalo, Nova Iguaçu, Petrópolis, Niterói, Teresópolis, Nova Friburgo, Campos dos Goytacazes et Volta Redonda. Les grandes villes touristiques sont Angra dos Reis, Paraty, Armação dos Búzios, Cabo Frio, São Pedro da Aldeia.
Pour l'Institut brésilien de géographie et de statistiques (IBGE), l'État de Rio de Janeiro compte six mésorégions statistiques, dont la mésorégion métropolitaine de Rio de Janeiro. ainsi que Centre Fluminense, Nord Fluminense, Nord-Ouest Fluminense, Sud Fluminense, Baixadas Littorales.

## Climat

Rio de Janeiro selon la classification climatique de Köppen.

Dans l'État de Rio de Janeiro, les climats tropicaux (dans les basses terres) et les climats tropicaux de haute altitude (dans les hautes terres) prédominent. Dans la région métropolitaine de Rio de Janeiro, le climat tropical semi-humide domine, avec des précipitations abondantes en été, très chaudes, et des hivers secs, avec des températures douces. La température annuelle moyenne est comprise entre 22 °C et 24 °C et les précipitations sont comprises entre 1 000 et 1 500 mm par an. Dans les points les plus élevés de la région de Serrana, on observe le climat tropical d'altitude, mais avec des étés un peu chauds et pluvieux et des hivers froids et secs. La température moyenne annuelle est de 16 °C. Dans la majeure partie de la Serra Fluminense, le climat est également tropical en altitude, mais avec des étés variant entre chauds et doux et la plupart du temps, pluvieux, et des hivers froids et secs, avec de fortes précipitations, approchant les 2 500 mm par an dans certaines régions,,.
Dans les Baixadas Litorâneas, la célèbre Région des Lacs, le climat est tropical maritime, avec une moyenne annuelle d'environ 24 °C avec des étés modérément chauds, mais doux en raison du vent marin et des hivers doux. C'est en raison du vent froid apporté par le courant des Malouines que cette région est l'une des plus sèches du sud-est, avec des précipitations annuelles d'environ 750 mm seulement dans des villes comme Arraial do Cabo, Armação dos Búzios et São Pedro da Aldeia, et pas plus d'environ 1 100 mm dans les villes les plus pluvieuses de la région, comme Saquarema par exemple. Occasionnellement, des chutes de neige peuvent se produire dans les parties les plus élevées de la Serra da Mantiqueira, dans les limites du parc national d'Itatiaia. En 1985, des chutes de neige abondantes ont été enregistrées près de ce sommet, avec des cumuls d'un mètre en certains points.

## Histoire

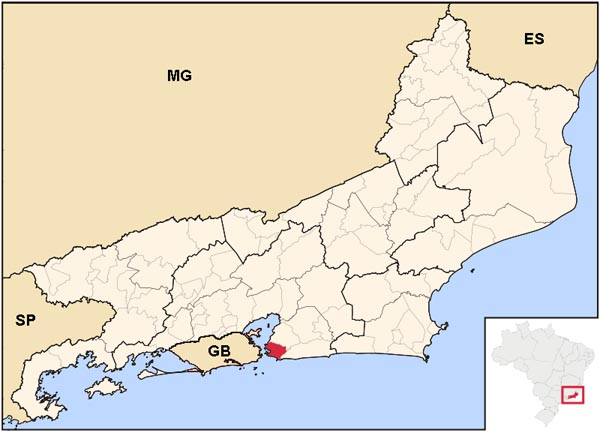
L'ancien État de Rio de Janeiro avant 1975, avec en rouge, Niterói, sa capitale. État de Guanabara (GB) est l'ancien district fédéral de Rio de Janeiro.

Lors de l'indépendance du Brésil en 1822, la province de Rio de Janeiro (pt) avait les mêmes limites administratives que l'État actuel. En 1834, Rio devint alors une municipalité neutre indépendante de la province et accueillant la capitale du pays qu'elle était depuis 1763. La capitale de la province fut alors transférée à Niterói.
La proclamation de la République en 1889 transforma l'ensemble des provinces (pt) en États fédérés. Deux ans plus tard, en 1891, le territoire de la ville de Rio de Janeiro est donc transformé en district fédéral (pt).
Le territoire de l'État de Rio de Janeiro se limite donc à la périphérie de la capitale fédérale et la ville de Niterói fut donc la capitale de 1834 à 1894 (la loi connue comme « Ato Adicional » de 1834 est l'acte légal qui a élevé la ville de Niterói au statut de capitale de l'État), puis de 1903 à 1975 (de 1894 à 1903, la capitale fut transférée à Petrópolis).
En 1960, avec le transfert de la capitale du pays à Brasília, la ville de Rio de Janeiro a été transformée en État de Guanabara, géré par des gouverneurs. En 1975, un nouveau changement a eu lieu, avec la fusion des États de Rio de Janeiro et de l'État de Guanabara, redonnant à la cité-État d'alors le statut de municipalité, gouvernée par des maires.
| Période | Période  | Identité            | Étiquette | Qualité                        |
| ------- | -------- | ------------------- | --------- | ------------------------------ |
| 1983    | 1986     | Leonel Brizola      | PDT       |                                |
| 1987    | 1990     | Moreira Franco      | PMDB      |                                |
| 1991    | 1994     | Leonel Brizola      | PDT       |                                |
| 1994    | 1995     | Nilo Batista        | PDT       |                                |
| 1995    | 1999     | Marcello Alencar    | PSDB      |                                |
| 1999    | 2002     | Anthony Garotinho   | PSB       |                                |
| 2002    | 2003     | Benedita da Silva   | PT        |                                |
| 2004    | 2007     | Rosinha Garotinho   | PMDB      |                                |
| 2007    | 2014     | Sérgio Cabral Filho | PMDB      |                                |
| 2014    | 2018     | Luiz Fernando Pezão | PMDB      |                                |
| 2018    | 2018     | Francisco Dornelles | P         | intérim                        |
| 2019    | 2020     | Wilson Witzel       | PSC       |                                |
| 2020    | En cours | Cláudio Castro      | PSC       | intérim (août 2020-avril 2021) |

Dans les années 1970, avec le transfert de la capitale à Brasilia, Rio de Janeiro a commencé à être l'un des pires États du pays en termes de dynamisme économique. Il n'y a pas eu de discussion politique sur le cours de la ville après qu'elle a cessé d'être la capitale du pays. "Rio de Janeiro était un cintre d'emplois pour les politiciens de tout le Brésil. Tout le monde a référé un ami, un parent pour occuper un poste dans le district fédéral", explique Marieta de Moraes Ferreira, professeur d'histoire à UFRJ. Des gouverneurs et des maires de gauche tels que Leonel Brizola, Saturnino Braga, Marcello Allencar, César Maia, Anthony Garotinho et Benedita da Silva, entre autres, ont contribué à faire fuir de nombreuses industries qui existaient encore dans l'État. Conjuguée à l'incitation aux favelas, où Brizola disait par exemple que "la favela n'est pas un problème, la favela est une solution", la capitale s'est dégradée en quelques décennies, entraînant l'État. L'État se maintient toujours comme le plus grand producteur de pétrole du Brésil (80% du total), où les redevances et les participations spéciales ont rapporté à l'État 4,2 milliards de reais en 2014, lorsque le baril de pétrole a atteint 93,48 dollars. Mais les revenus du pétrole, utilisés par le gouvernement pour rembourser les dettes de financement, y compris la masse salariale des travailleurs inactifs, ont chuté à 1,6 milliard de reais. Le prix international du baril est tombé à 50,48 USD en 2016 et a atteint un plancher de 28 USD. Petrobras est devenue la cible de la plus grande opération anti-corruption au Brésil, avec la participation de gouverneurs tels que Sérgio Cabral Filho et Pezão, lié au gauchiste Luis Inácio Lula da Silva, repoussant les investissements qui devaient être à la pointe de l'exploration pré-salifère. Même lorsque les municipalités de l'État recevaient des millions de reais en redevances, les dépenses publiques étaient utilisées pour des améliorations marginales, pour l'embellissement, comme les sols en porcelaine, les monuments en forme de baleine, sans générer de revenus ni d'emplois pour la population. Les dirigeants politiques sont blâmés pour l'absence d'un projet unifié pour l'économie de Rio de Janeiro,,,,.
Dans une tentative de changer le parti pris politique de l'État et de changer sa direction économique, la population a élu en 2019 l'inconnu Wilson Witzel au poste de gouverneur, cependant, il a été destitué en 2021 pour un crime de responsabilité lié à l'embauche d'OS IABAS pour construire et gérer les hôpitaux de campagne. Son sous-gouverneur, Cláudio Castro, a occupé le poste pour le reste du mandat et a réussi à être élu gouverneur en 2022,.

## Les trois pouvoirs: administration de l'État

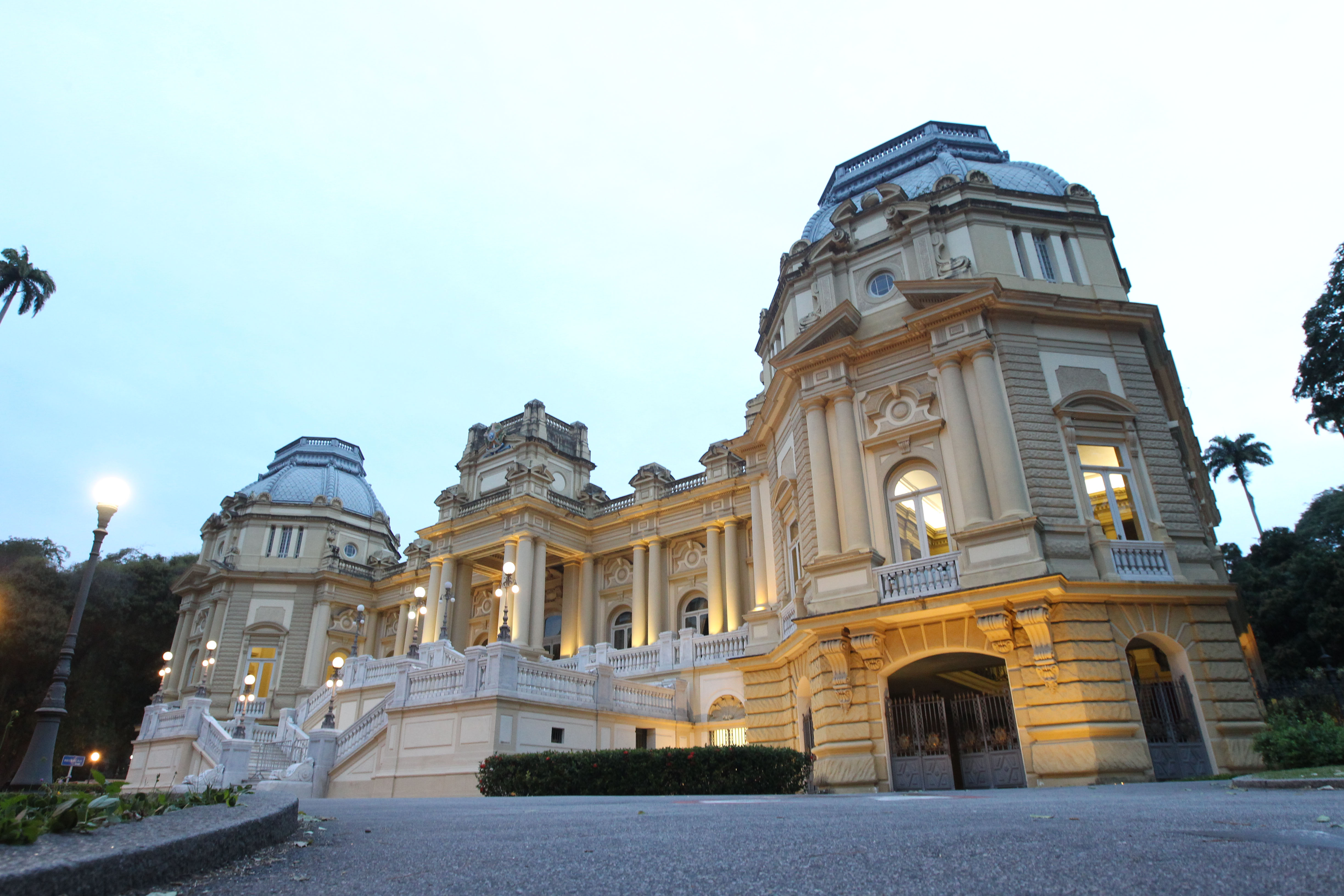
Palais Guanabara, siège du gouvernement de l'État.

Pouvoir législatif. L'Assemblée législative de l'État de Rio de Janeiro (en portugais : Assembleia Legislativa do Estado do Rio de Janeiro, ALERJ) est l'organe législatif de l'État et siège au Palais Tiradentes, dans le centre de la ville, où jadis se réunissait la Chambre des députés du Brésil,.
Pouvoir exécutif. En tant que capitale de l'État, la ville de Rio de Janeiro est également le siège du gouvernement de l'État .
Le Palais Guanabara (anciennement connu sous le nom de Paço Isabel), situé à Laranjeiras, au sud de la capitale, est le siège officiel du pouvoir exécutif de Rio de Janeiro.
Le Palácio Guanabara ne doit pas être confondu avec le Palácio das Laranjeiras, situé dans le même quartier (Rua Paulo Cesar Andrade, 407), qui est la résidence officielle du gouverneur de Rio de Janeiro, Cláudio Bomfim de Castro e Silva, réélu en 2022
Pouvoir judiciaire . Le Tribunal de justice de Rio de Janeiro (Tribunal de Justiça do Rio de Janeiro, ou TJRJ) a son tribunal central au centre de la ville , mais de 2013 à juillet 2018, certaines sections de ce tribunal ont été déplacées dans un autre quartier, à Cidade Nova.

## Hydrographie

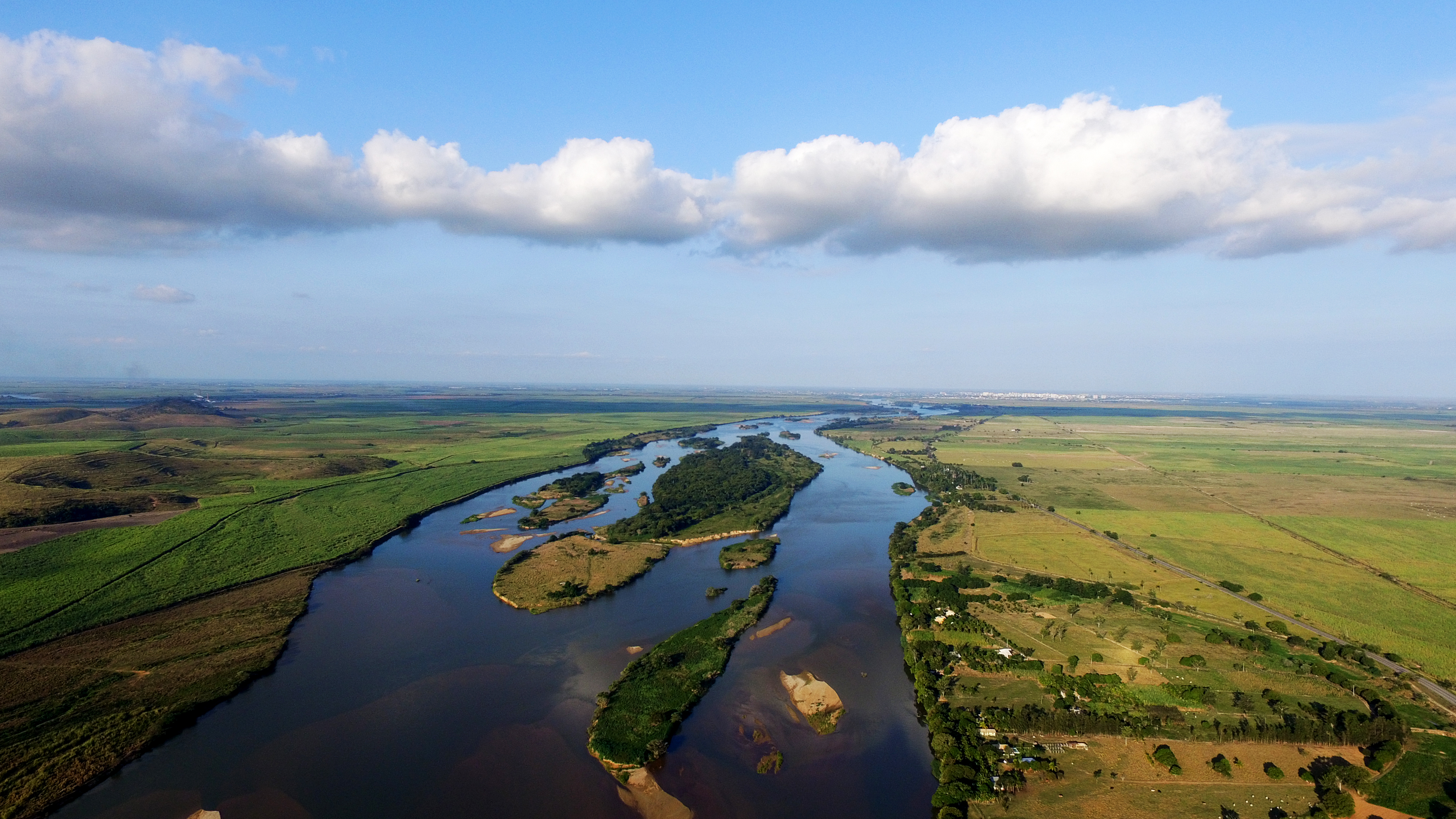
Rio Paraíba do Sul, Campos dos Goytacazes.

La rivière Paraíba do Sul est la principale rivière de l'État. Il prend sa source à Taubaté, dans l'État de São Paulo, et se jette dans l'océan Atlantique — comme la plupart des fleuves de Rio de Janeiro —, près de la municipalité de São João da Barra. Ses principaux affluents dans l'État sont le Paraibuna, le Pomba et le Muriaé, qui ont un affluent important, le Carangola, un sous-affluent de la rivière Paraíba do Sul, sur la rive gauche, la Piabinha et le Piraí sur la rive droite.

## Éducation - Culture
À Rio de Janeiro se trouve la Bibliothèque nationale du Brésil ,, la plus grande bibliothèque d’Amérique latine et une des dix bibliothèques les plus grandes du monde selon l'UNESCO .
A Resende, se trouve l'Académie militaire d'Agulhas Negras (en portugais : Academia Militar das Agulhas Negras - AMAN) de l'État de Rio de Janeiro .

## Économie

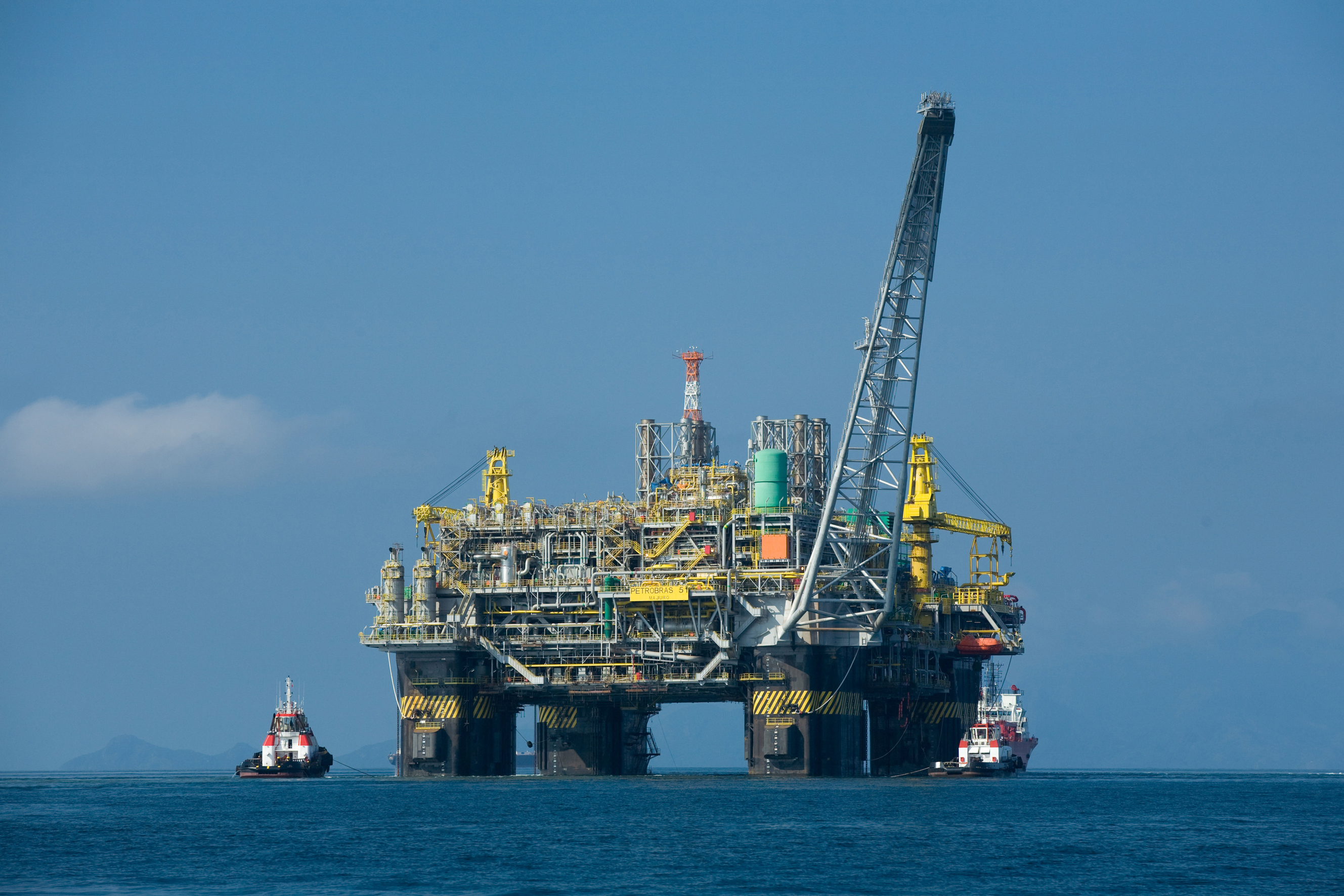
Plate-forme pétrolière P-51 de Petrobras dans le bassin de Campos.

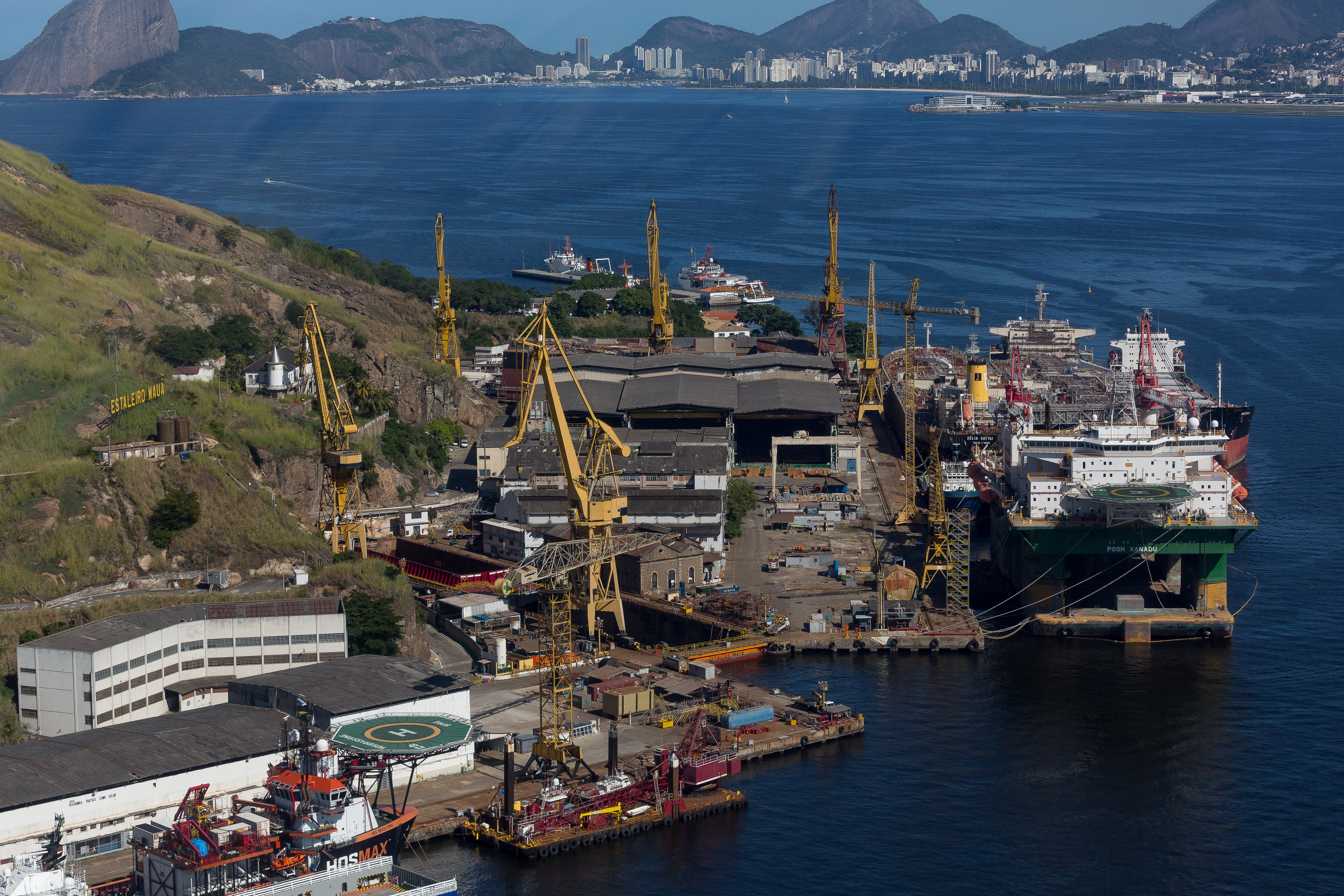
Image aérienne du chantier naval de Mauá, à Niterói.

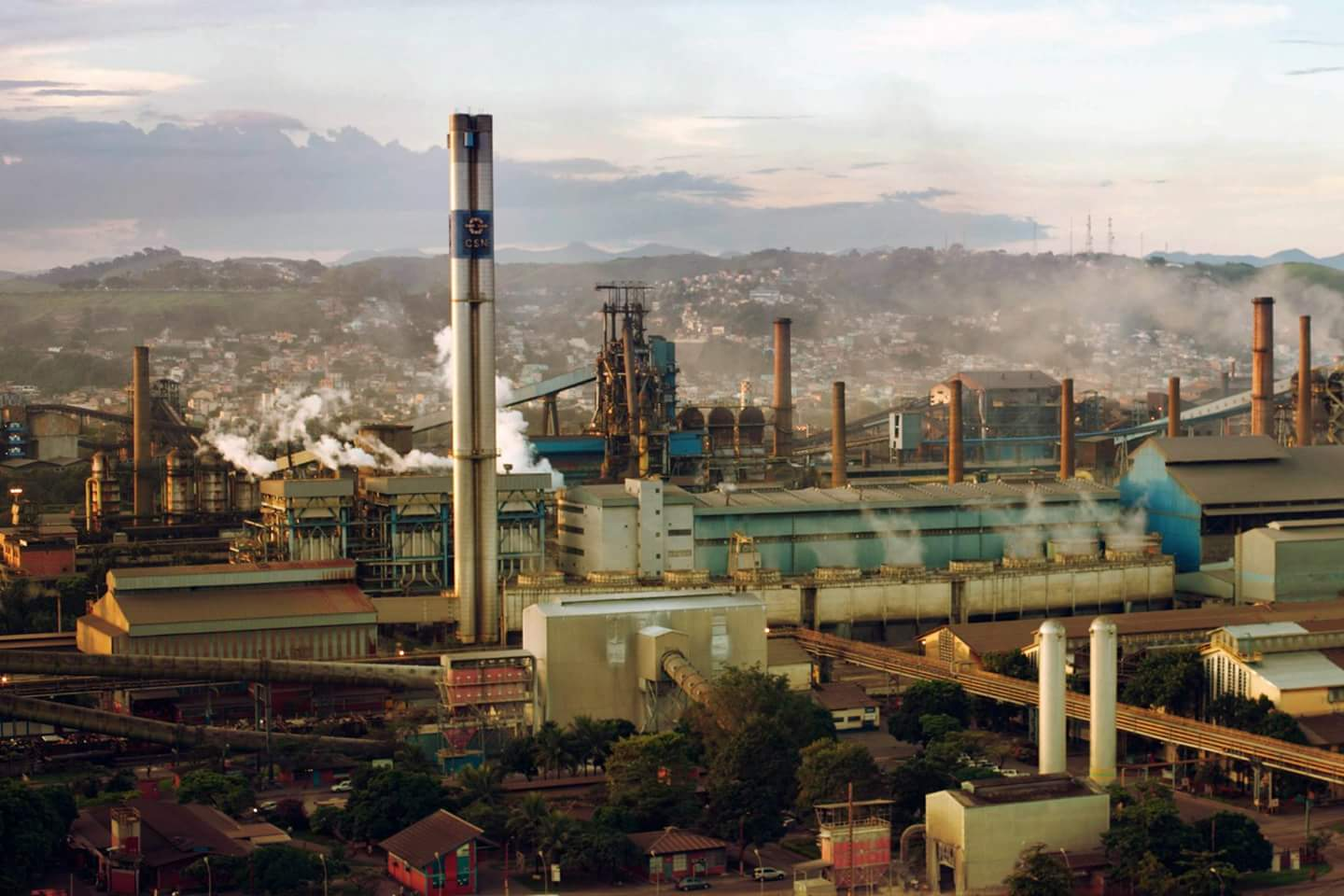
Companhia Siderúrgica Nacional à Volta Redonda.

Une grande partie de l'économie de l'État de Rio de Janeiro repose sur la fourniture de services, avec une part importante de l'industrie et peu d'influence sur le secteur agricole, qui ne représente que 0,4 % du produit intérieur brut de l'État.
Dans le passé, la canne à sucre et plus tard, le café ont eu un impact considérable sur l'économie de Rio de Janeiro. La zone autour de Campos dos Goytacazes a été la plus touchée par la chute de la canne à sucre : au début du XXe siècle, Campos comptait 27 moulins en activité et, tout au long du siècle, elle a été l'un des plus grands producteurs au monde. Au Brésil, cependant, en 2020, seules deux sucreries fonctionnaient dans la ville. L'État, qui récoltait environ 10 millions de tonnes dans les années 1980, n'a atteint que 1 million de tonnes en 2017, lorsqu'il a commencé à se redresser, récoltant 1,8 million de tonnes lors de la récolte 2019/20. Dans le domaine agricole, l'État de Rio se distingue actuellement par quelques produits, comme l'ananas, où il est le 4e producteur du pays (116 millions de fruits en 2019), qui est produit dans les villes de São Francisco de Itabapoana, São João da Barra, Campos dos Goytacazes et Quissamã. Il a de petites productions de manioc (216 mille tonnes en 2019, 20e place du pays), banane (76 mille tonnes en 2019, 20e place du pays), orange (68 mille tonnes en 2019, 10e place du pays), mandarine (37 mille tonnes en 2019, 5e place du pays), citron (20 mille tonnes en 2019, 5e place du pays) et kaki, où il a 6% de la production nationale, étant la 4e place dans le pays. L'État était également un important producteur de noix de coco, dans les régions de Quissamã et de la Région des Lacs, et en 2009 il était le 7e producteur national, mais entre 2010 et 2020 plusieurs producteurs ont abandonné l'activité,,,,,,,,.
En 2018, Rio de Janeiro avait un PIB industriel de 150 milliards de reais, soit 11,4% de l'industrie nationale et employant 580 334 travailleurs dans l'industrie. Les principaux secteurs industriels de Rio sont : l'extraction de pétrole et de gaz naturel (25,9 %), les dérivés du pétrole et les biocarburants (18,7 %), la construction (15,5 %), les services publics industriels, tels que l'énergie électrique et l'eau (10,6 %), et Métallurgie (4,2%). Ces 5 secteurs concentrent 74,9% de l'industrie de l'État. Avec 37,5% du produit intérieur brut vient le secteur industriel - métallurgie, sidérurgie, gazochimie, pétrochimie, naval, automobile, audiovisuel, cimenterie, sel, agro-alimentaire, mécanique, édition, textile, graphisme, papier et cellulose, extraction minérale, extraction et raffinage du pétrole. L'industrie chimique et pharmaceutique joue également un rôle de premier plan dans l'économie de l'État. Selon les données de l'Association commerciale de Rio de Janeiro, sur les 250 laboratoires du pays, 80 opèrent dans l'État, en mettant l'accent sur Merck, GlaxoSmithKline, Roche, Arrow, Barrenne, Casa Granado, Darrow Laboratories, Gross, Baxter, Schering-Plough, Musa, Daudt, Lundbeck, Mayne et Mappel. La Fondation Oswaldo Cruz (Fiocruz), située dans le quartier de Rio de Janeiro à Manguinhos, est le plus grand laboratoire public d'Amérique latine et l'un des plus grands au monde, et occupe une position de premier plan dans la recherche de remèdes pour diverses maladies. Ceras Johnson, un fabricant de divers produits de nettoyage et désinfectants, est également basé à Rio de Janeiro. Dans le sud de l'État, il existe également un important parc industriel, en mettant l'accent sur la Companhia Siderúrgica Nacional basée à Volta Redonda, PSA Peugeot Citroën, Volkswagen Caminhões e Ônibus (MAN), Coca-Cola (Companhia Fluminense de Refrigerantes), le verre fabricant Guardian do Brasil, Galvasud, Indústrias Nucleares do Brasil, Michelin, White Martins, l'industrie nationale de l'acier laminé, Companhia Estanífera Brasileira, les centrales nucléaires d'Angra 1, 2 et 3, entre autres. Nissan construira également une nouvelle usine dans la commune de Resende, dans le sud de l'État. L'État abrite également le deuxième plus grand centre de bière du pays. Petrópolis abrite certaines des plus grandes brasseries du pays (telles que Grupo Petrópolis et Cervejaria Bohemia). De plus, de nombreuses usines sont réparties dans tout l'État. En ce qui concerne l'industrie du sel, la région de Lagos est la deuxième plus grande région productrice du Brésil, juste derrière la région de Polo Costa Branca, située dans l'État de Rio Grande do Norte. Dans la municipalité de Cabo Frio, le siège de la raffinerie nationale de sel est l'une des principales industries salines du pays. Dans le secteur pétrolier, les plus grandes entreprises du pays ont leur siège à Rio de Janeiro, dont la plus grande entreprise brésilienne, Petrobras. En plus de cela, Shell, Esso, Petróleo Ipiranga et El Paso Corporation maintiennent leur siège social et leurs centres de recherche dans l'État. Ensemble, toutes ces entreprises produisent plus des quatre cinquièmes du carburant distribué dans les stations-service du pays,,.

## Tourisme

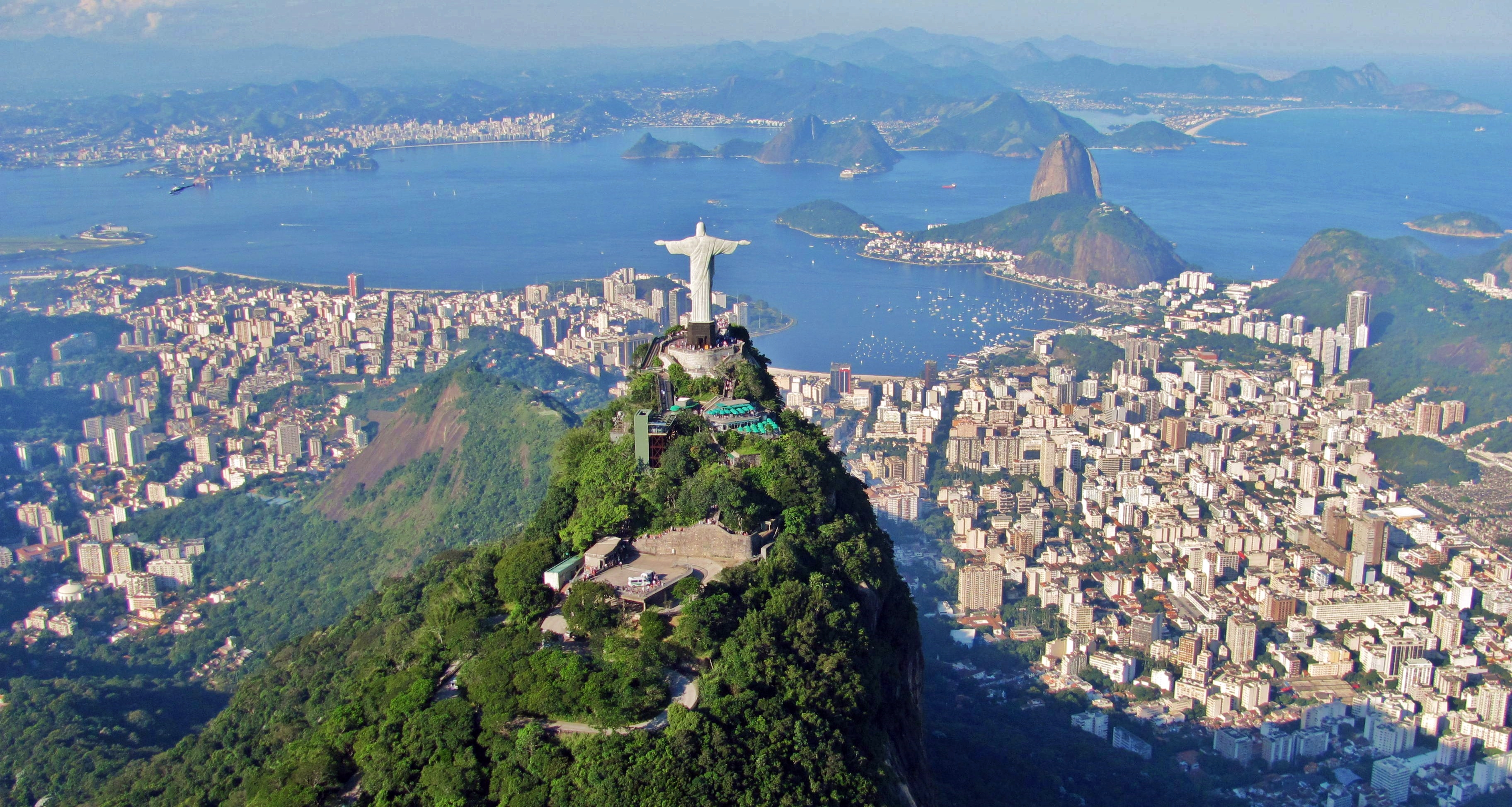
Rio de Janeiro.

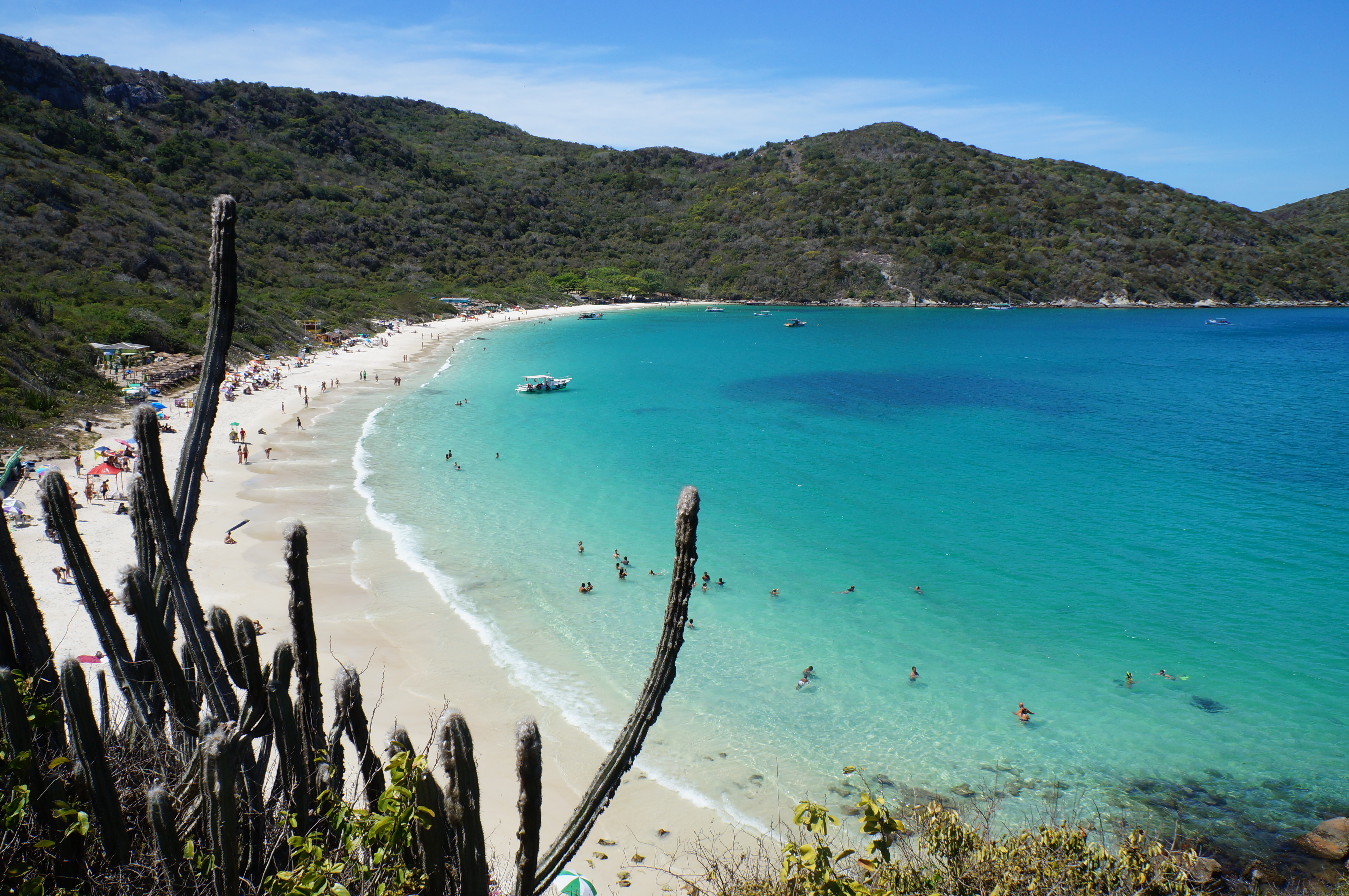
Arraial do Cabo.

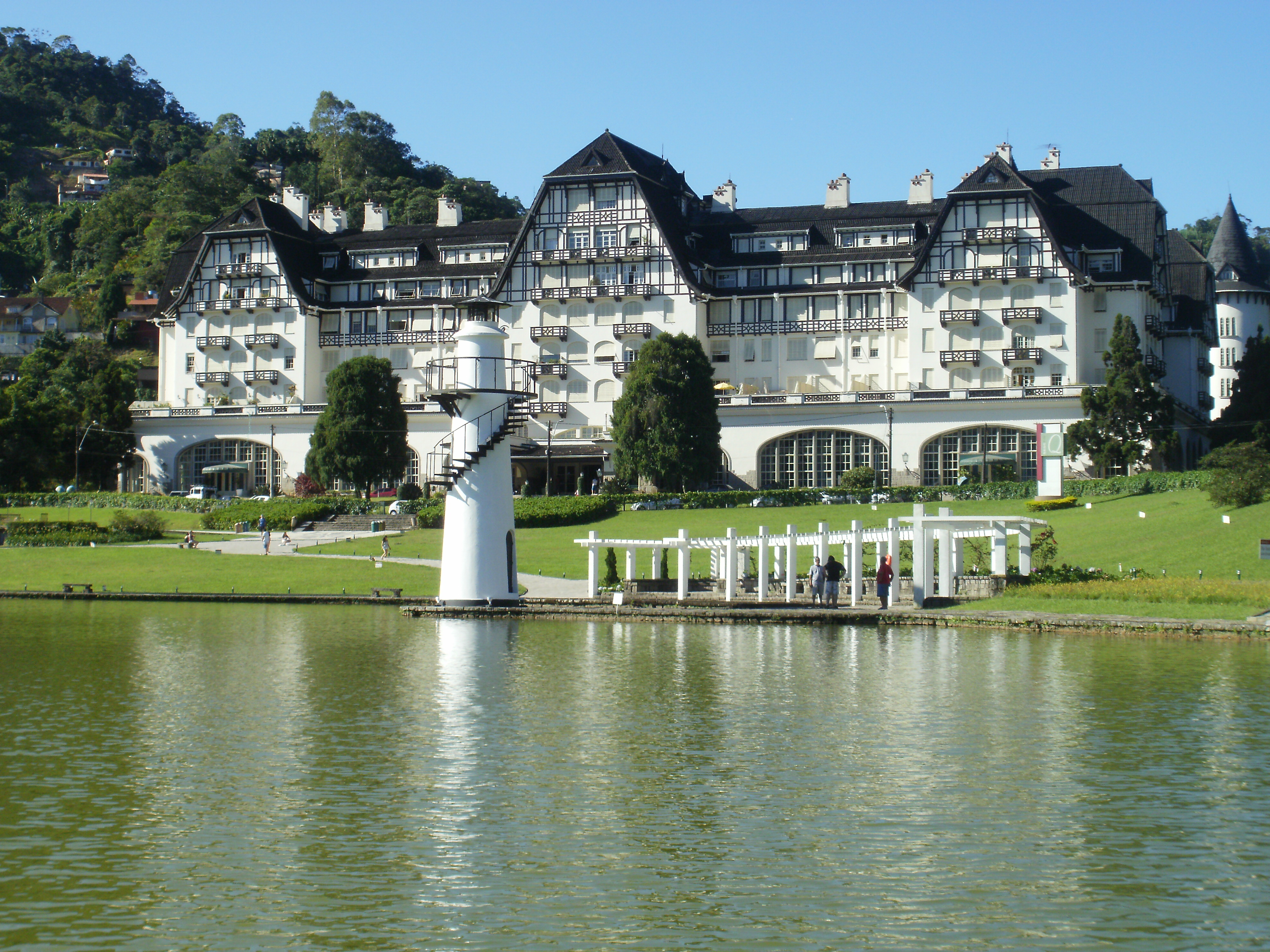
Quitandinha à Petrópolis.

Rio de Janeiro est la ville qui reçoit le plus de touristes étrangers de toute l'Amérique latine. Au Brésil, il reçoit près de 40% des touristes étrangers qui visitent le pays et celui qui reçoit le plus de touristes dans tout le Brésil. Elle a été nommée l'une des dix plus belles villes du monde par le site Web de guides touristiques mondiaux Ucityguides. C'est la ville qui reçoit le plus de touristes en provenance des bateaux de croisière. Pendant l'été, la ville reçoit plus de trois millions de touristes, étant la ville brésilienne la plus connue à l'étranger. La capitale de Rio de Janeiro est internationalement connue pour la beauté de ses plages et de ses collines, en plus d'avoir plusieurs sites. Selon EMBRATUR, c'est la destination la plus recherchée par les touristes étrangers qui visitent le Brésil pour les loisirs, et la deuxième place dans le tourisme d'affaires et d'événements. La ville abrite également la plus grande forêt urbaine du monde, dans le parc d'État de Pedra Branca.
Christ Rédempteur, élu l'une des sept merveilles du monde moderne, le Pain de Sucre (avec son célèbre téléphérique), la lagune Rodrigo de Freitas, les plages de Copacabana, Ipanema et Barra da Tijuca, la forêt de Tijuca, le Parc de Boa Vista, Jardim Botânico, Cinelândia et le stade Maracanã sont parmi les principaux points de visite. Parmi les plus grands événements du calendrier carioca, nous soulignons le Carnaval, qui, selon le Guinness Book, est la plus grande fête de la planète avec cinq millions de fêtards jouant dans les rues de la ville, et la fête du Nouvel An à Copacabana, qui est également Répertorié dans Guinness Réservez comme la plus grande fête du Nouvel An au monde, avec plus de 4 millions de personnes réparties sur les plages de la ville, dont 2 millions uniquement sur la plage de Copacabana,,.
Sur les 10 villes les plus visitées du pays par les touristes de loisirs, 4 se trouvent dans l'état de Rio. En plus de la capitale, dans la région des lacs, Armação dos Búzios, et dans le sud de l'État, Angra dos Reis, tous deux axés sur le tourisme haut de gamme ; également dans le sud de l'état, la ville de Paraty, avec son architecture coloniale et ses rues pavées. Les plages de la région de Lagos sont également très populaires, dans les villes de Cabo Frio et Arraial do Cabo ; et Ilha Grande. La région montagneuse abrite la ville impériale, Petrópolis, siège de l'ancien empire du Brésil ; sa voisine Teresópolis ; Nova Friburgo, colonisé par les Allemands ; Penedo, colonisé par les Finlandais, et le village de Visconde de Mauá, dans la municipalité de Resende, comme refuges d'hiver pour profiter du froid,,,.

## Infrastructures

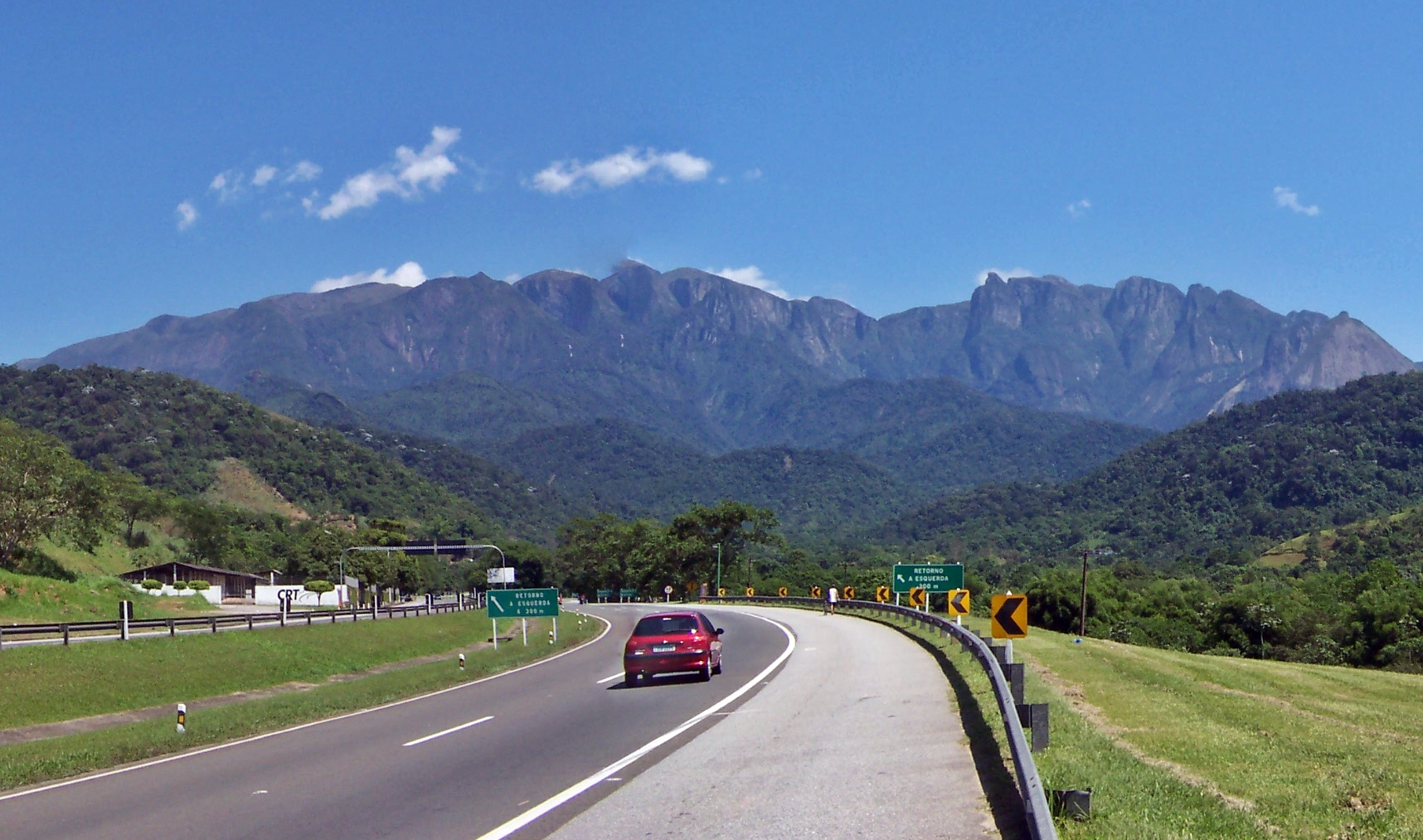
BR-116 à Guapimirim, Rio de Janeiro, la plus longue autoroute du pays, avec 4385 km d'extension.

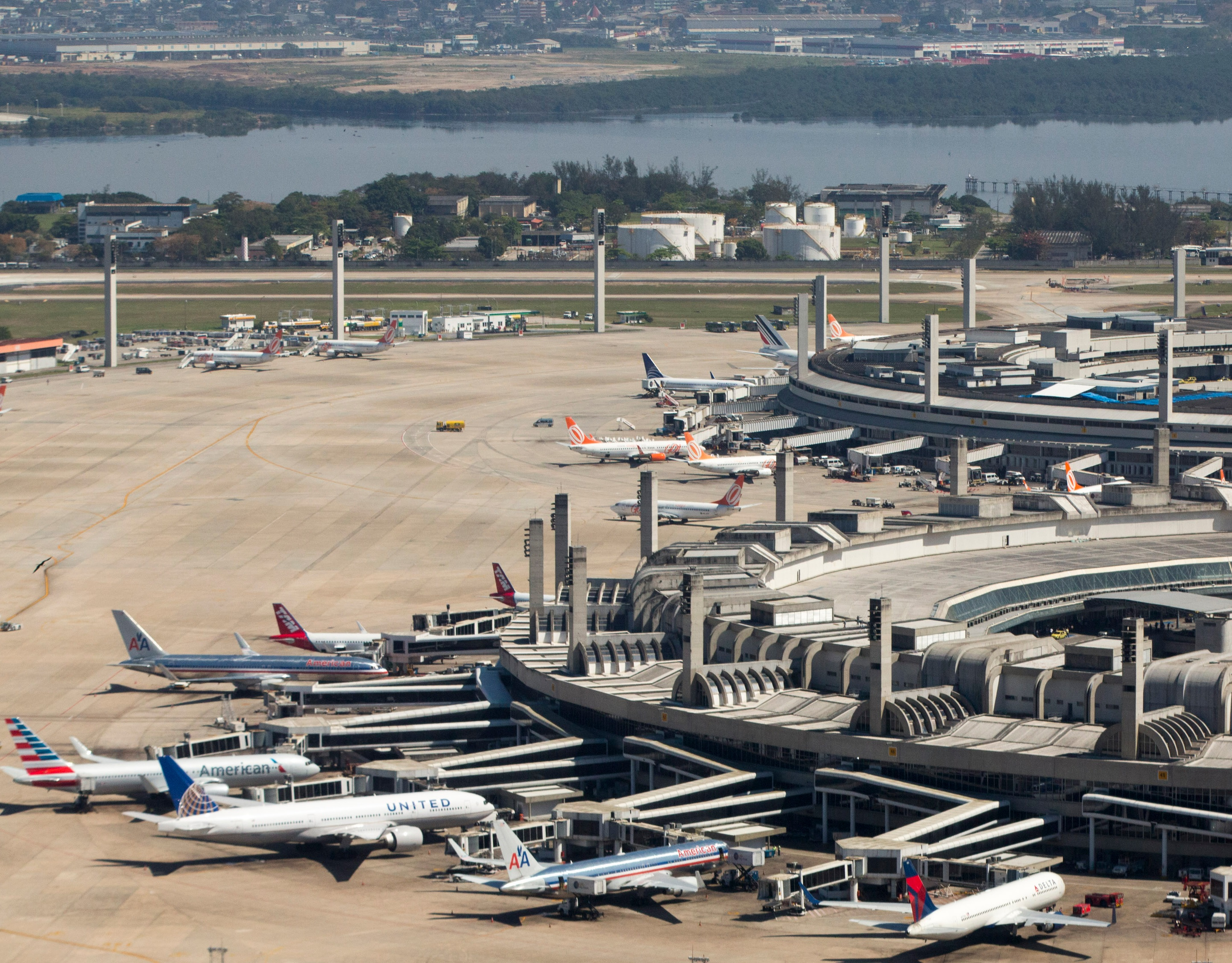
Aéroport international de Rio de Janeiro.

L'état de Rio de Janeiro est l'un des meilleurs du pays en termes d'infrastructures, bien qu'il présente quelques lacunes, principalement dues à son relief montagneux. Dans le secteur des autoroutes, il y a environ 800 km d'autoroutes, l'autoroute principale étant la BR-101, puis la BR-116. L'autoroute Presidente Dutra, nom donné à la BR-116 sur le tronçon qui relie les 2 principales villes du pays (São Paulo à Rio), en passant par Volta Redonda, Barra Mansa et Resende, a été la première autoroute dupliquée du pays, en 1967. le tronçon de la BR-101 est celui qui relie la capitale à la frontière avec Espírito Santo, en passant par des villes importantes telles que Niterói, bordant Cabo Frio et Búzios, puis Macaé et enfin Campos dos Goytacazes. Le tronçon entre Rio Bonito et Campos, soumissionner pour faire dupliquer ses 176 km, compte déjà 126 km doublés. La BR-116 traverse l'intérieur montagneux de l'État et relie Rio de Janeiro à la région nord-est du Brésil. La BR-040 relie Rio à Minas Gerais et sa capitale Belo Horizonte. A noter également l'Arc Métropolitain, qui entoure la capitale dans le but de supprimer le trafic inutile de cette zone, et qui est en train d'être entièrement achevé, avec seulement 23 km de dédoublement d'un ancien tronçon existant manquant. Récemment, l'autoroute Presidente Dutra a fait l'objet d'un nouvel appel d'offres pour permettre un projet de modernisation de quelques milliards de dollars pour la route Serra das Araras, le plus ancien tronçon de l'autoroute, construit dans les années 1920. En général, les autoroutes de l'État ont un grand mouvement de marchandises et de véhicules de tourisme,,,,,.

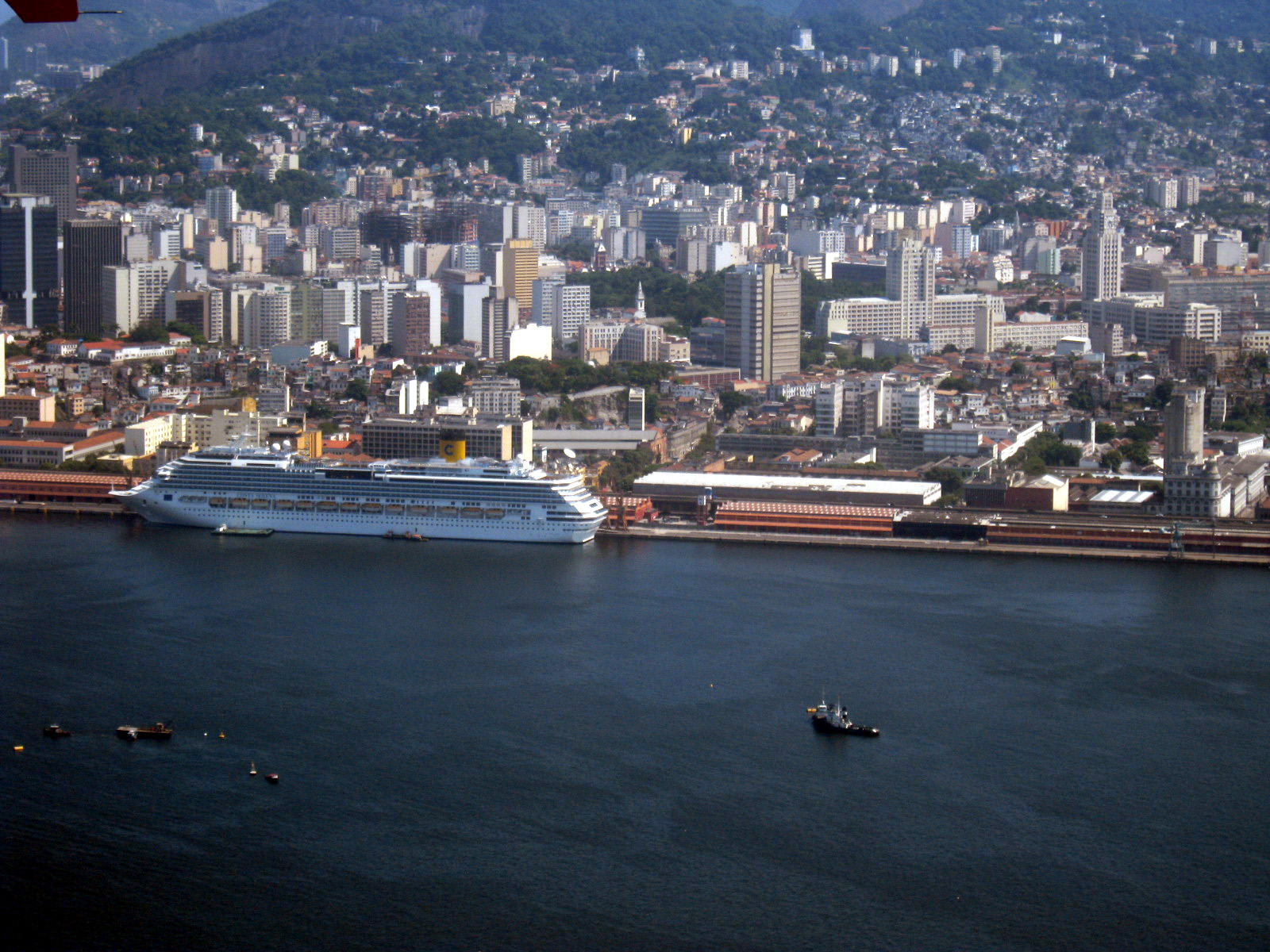
Port de Rio de Janeiro.

Rio de Janeiro possède plusieurs ports importants, tels que le port de Rio de Janeiro, le port d'Itaguaí et le port d'Açu, à São João da Barra, en plus d'autres tels que Niterói et Angra dos Reis. Tous les ports de l'État disposent de plusieurs accès ferroviaires et routiers.Le port de Rio de Janeiro est un important exportateur de fer du Minas Gerais, de produits sidérurgiques et de véhicules, important des conteneurs, du blé, des produits sidérurgiques et du concentré de zinc. Le port d'itaguaí exporte du minerai de fer du Minas Gerais et du fret conteneurisé, important du charbon, du coke de charbon, des marchandises conteneurisées, de l'alumine et des produits sidérurgiques.
La capitale dispose de trois aéroports civils, aéroport international de Rio de Janeiro-Galeão (aéroport international Galeão-Antonio Carlos Jobim) ; aéroport Santos Dumont et aéroport Jacarepaguá (pt). Elle possède également trois aéroports militaires: Base aérienne de Galeão ; Base aérienne de Santa Cruz, et Base aérienne d'Afonsos,,.

## Sports

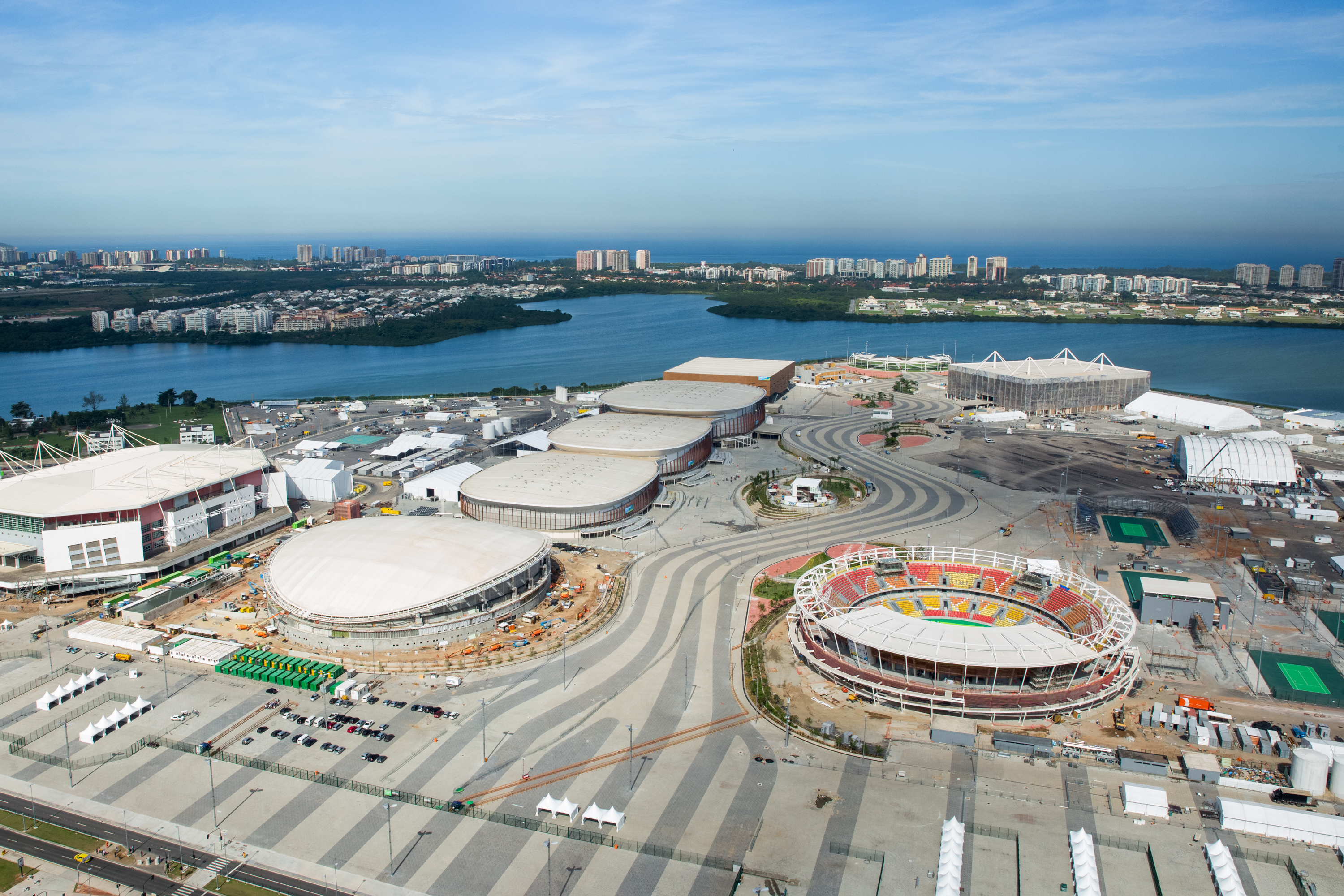
Parc olympique de Rio de Janeiro, construit pour les Jeux olympiques d'été de 2016.

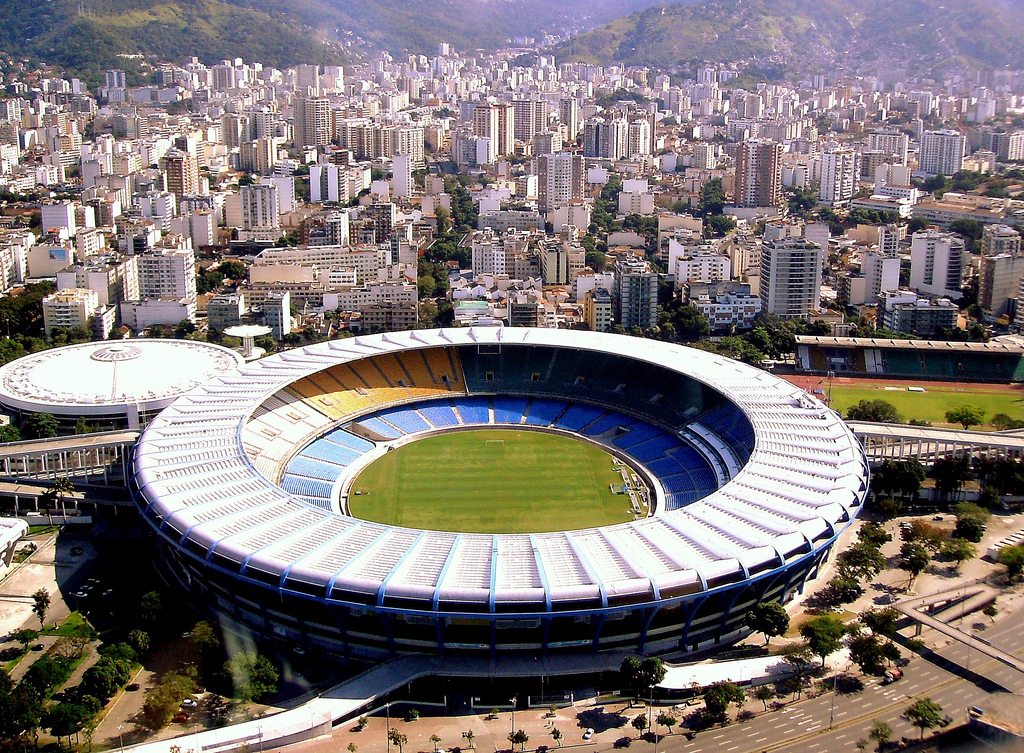
Stade Maracanã

Le sport qui se démarque le plus dans l'État est le football. Les trois principaux clubs de football de Rio de Janeiro sont Botafogo, Fluminense et Vasco da Gama. L'État est également connu pour former d'importants athlètes en volley-ball, yachting, natation, basket-ball, planche à roulettes, surf, volley-ball de plage, aviron, jiu-jitsu et MMA- Arts martiaux mixtes. L'État a accueilli les finales de la Coupe du monde de football 1950 et 2014, ainsi que les Jeux olympiques de 2016. Il a également accueilli les Jeux panaméricains de 2007, les Championnats du monde de natation en petit bassin 1995, le Championnat du monde masculin de basket-ball 1954 et le Championnat du monde masculin de basket-ball 1963. Des courses de chevaux ont lieu à l'Hippodrome de Gávea. Jacarepaguá était le lieu où se déroulait l'étape brésilienne du Grand Prix de Formule 1, entre 1978 et 1990, et Champ Car (1996–1999). Les circuits de surf WCT et WQS ont eu lieu sur les plages de Rio entre 1985 et 2001. La capitale accueille également un tournoi de tennis ATP 500,,,,,,.
La capitale compte trois grands stades: Maracanã, l'ancien plus grand stade du monde en termes de capacité ; Engenhão, prévu pour accueillir les épreuves d'athlétisme et de football des Jeux panaméricains de 2007, et São Januário, le plus grand stade privé de Rio,.
Dans l'état de Rio, des médaillés olympiques sont nés tels que : Martine Grael, Clínio de Freitas, Daniel Adler, Eduardo Penido, Isabel Swan, Kiko Pelicano, Marcelo Ferreira, Marcos Soares, Nelson Falcão et Ronaldo Senfft en yachting, ; Thiago Pereira, Bruno Fratus et Jorge Fernandes en natation,, ; Robson Caetano et José Telles da Conceição en athlétisme,; Luiz Felipe de Azevedo en équitation; Afrânio da Costa et Fernando Soledade au tournage ; Affonso Évora, Alfredo da Motta, Algodão, Edson Bispo, Fernando Brobró, Fritz, Marcus Vinícius Dias, Ruy de Freitas et Sérgio Macarrão au basketball ; Adriana Samuel, Ana Cristina, André Nascimento, Bernard, Bernardinho, Bruninho[Qui ?], Fabiana Alvim, Fernanda Ferreira, Fernandão, Janina, Kátia Lopes, Leandro Vissotto, Marcelo Elgarten, Nalbert, Rui, Tande, Thaísa et Valeskinha en volley-ball ; Bárbara Seixas, Jackie Silva, Raquel da Silva, Sandra Pires en beach-volley, en plus de Hugo Calderano, le plus grand joueur de tennis de table de l'histoire du Brésil ; Nelson Piquet, triple champion du monde de F1, Bob Burnquist, considéré comme l'un des plus grands skateurs de tous les temps  et Marcus Vinicius D'Almeida, vice-champion du monde de tir à l'arc.

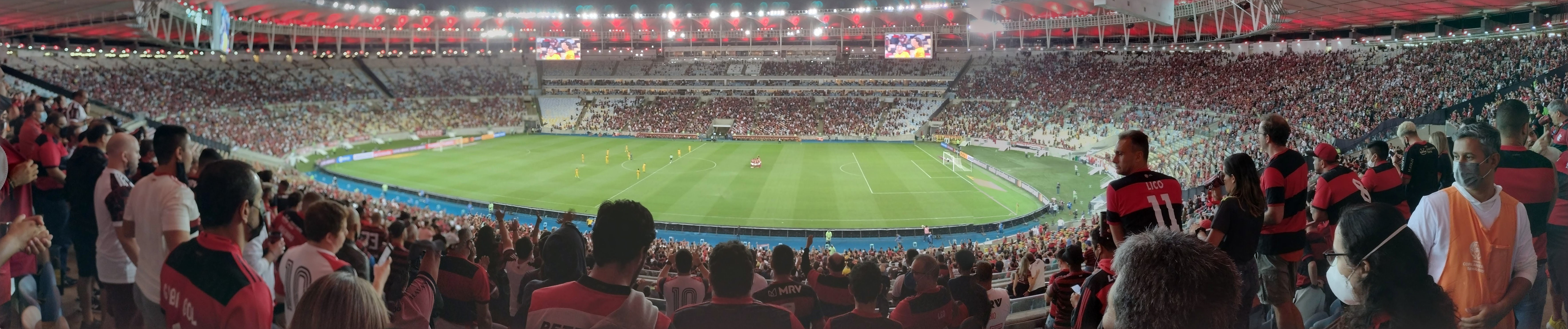
Panorama de l'intérieur du Maracanã lors d'un match valable pour la demi-finale de la Copa Libertadores 2021..

## Santé
L'État est l'un des mieux desservis du pays en termes de services médicaux. Il existe un vaste réseau d'hôpitaux fédéraux, étatiques et municipaux, en plus des cliniques et des unités de soins plus petites réparties dans toutes les régions. Un classement de 2017 indiquait que la santé de la capitale de l'État était la 10e meilleure du pays; Resende s'est classée 13e et Três Rios s'est classée 15e, entre autres villes.
Certains des hôpitaux les plus connus comprennent: les hôpitaux fédéraux Institut National du Cancer (INCA), Institut National de Traumatologie et d'Orthopédie (INTO) , Institut National de Cardiologie (INC) , Hôpital fédéral de Jacarepaguá (Cardoso Fontes), Hôpital fédéral d'Andaraí, Hôpital fédéral de Bonsucesso, Hôpital fédéral de Lagoa, Hôpital fédéral d'Ipanema, Hôpital fédéral des agents de l'État , les hôpitaux de l'État de Rio Getúlio Vargas et Carlos Chagas dans la capitale, Adão Pereira Nunes à Duque de Caxias, les hôpitaux municipaux Paulino Werneck et Institut Philippe Pinel dans la capitale, entre autres,,.
La capitale de Rio dispose également d'un vaste réseau d'hôpitaux privés parmi les meilleurs du pays, tels que les hôpitaux D'or dans les quartiers de Barra da Tijuca, Copacabana, Glória, Quinta da Boa Vista, Cascadura, Bangu et dans la ville de Niterói et Duque de Caxias; Hôpital Samaritano, Hôpital São Vicente de Paulo, Hôpital Vitória, Hôpital Badim, Hôpital São Lucas, Hôpital da Gamboa, Hôpital Ordem do Carmo, entre autres.
En 2022, l'hôpital universitaire Clementino Fraga Filho , dans la capitale de l'État, a reçu le Centre national des greffes complexes (CNTc), le premier centre de cette ampleur offert par le Système de Santé Unique (SUS) , avec la capacité d'effectuer des procédures complexes, telles que les greffes combinées, les greffes contre les barrières d'immunologie, et la réhabilitation intestinale, y compris la greffe intestinale et multiviscérale.

## Service de secours
Le Corps de pompiers militaires de l'État de Rio de Janeiro (en portugais : Corpo de Bombeiros Militar do Estado do Rio de Janeiro - CBMERJ) est une unité militaire chargée des missions de sécurité civile, de lutte contre l'incendie, de prévention, de secours à personne, et de sauvetage.

## Municipalités de l'État de Rio de Janeiro
Les 15 villes les plus importantes en 2018 sont (selon l'Institut brésilien de géographie et de statistiques) les suivantes, classées en fonction de la population de la ville :
- Rio de Janeiro (6 688 927 habitants)
- São Gonçalo (1 077 687 habitants)
- Duque de Caxias (914 383 habitants)
- Nova Iguaçu (818 875 habitants)
- Niterói (511 786 habitants)
- Belfort Roxo (508 614 habitants)
- Campos dos Goytacazes (503 424 habitants)
- São João de Meriti (471 888 habitants)
- Petrópolis (305 687 habitants)
- Volta Redonda (271 998 habitants)
- Macaé (251 631 habitants)
- Magé (243 657 habitants)
- Itaboraí (238 695 habitants)
- Cabo Frio (222 528 habitants)
- Angra dos Reis (200 407 habitants)

## Religion
| Religion             | Pourcentage | Nombre    |
| -------------------- | ----------- | --------- |
| Catholicisme         | 45,81       | 7 324 315 |
| Protestantisme       | 29,37       | 4 696 906 |
| Sans religion        | 15,60       | 2 493 704 |
| Spiritisme           | 4,05        | 647 572   |
| Umbanda et Candomblé | 0,89        | 141 783   |
| Judaïsme             | 0,15        | 24 451    |